# Maksîma Horkoho, Kalanceak
Maksîma Horkoho (în ucraineană Максима Горького) este un sat în comuna Prîvillea din raionul Kalanceak, regiunea Herson, Ucraina.

## Demografie
Componența lingvistică a localității Maksîma Horkoho
     Ucraineană (85,31%)
     Rusă (12,99%)
     Belarusă (1,13%)
Conform recensământului din 2001, majoritatea populației localității Maksîma Horkoho era vorbitoare de ucraineană (85,31%), existând în minoritate și vorbitori de rusă (12,99%) și belarusă (1,13%).